# Crown Jewel 2021
Crown Jewel (2021) was de 3e professioneel worstel-pay-per-view (PPV) en WWE Network evenement van Crown Jewel dat georganiseerd werd door de World Wrestling Entertainment voor hun Raw en SmackDown brands. Het evenement vond plaats op 21 oktober 2021 in het Mohammed Abdu Arena in Riyad, Saoedi-Arabië. Tevens is dit de zesde evenement ter ondersteuning van de 10-jarige partnerschap van Saudi Vision 2030.

## Productie

### Verhaallijnen
Nadat Roman Reigns zijn Universal Championship behield bij het evenement SummerSlam, werd geconfronteerd door een terugkerende Brock Lesnar, die voor het laatst verscheen in april 2020 bij het evenement WrestleMania 36. Op 10 september 2021, aflevering van SmackDown, verscheen Lesnar nog een keer en confronteerde Reigns en verklaarde dat Paul Heyman wist dat Lesnar zou verschijnen bij SummerSlam in een poging om onenigheid te veroorzaken tussen Reigns en Heyman. Daarna daagde Lesnar Heyman uit voor een wedstrijd tegen Reigns voor het Universal Championship. Later de avond accepteerde Reigns Lesnar's uitdaging. Op 16 september 2021, kondigde WWE aan dat de wedstrijd plaats gaat vinden bij Crown Jewel, hoewel niet noodzakelijk voor het Universal Championship, omdat Reigns een wedstrijd had tegen Finn Bálor bij het evenement Extreme Rules. Reigns won, waarmee de wedstrijd tussen Lesnar en Reigns officieel voor het Universal Championship werd bij Crown Jewel.
Bij het evenement SummerSlam, zou Bianca Belair een wedstrijd tegen Sasha Banks hebben voor het SmackDown Women's Championship. Voor de wedstrijd werd er aangekondigd dat Banks niet kon verschijnen voor onbekende redenen. Becky Lynch maakte toen een verrassende terugkeer, die voor het laatste verscheen sinds het evenement Money in the Bank in mei 2020. Lynch daagde Belair uit, wat zij accepteerde en verloor binnen 26 seconden om de titel te veroveren (NB: jargon "squash match"). Bij het evenement Extreme Rules, verdedigde Lynch de titel tegen Belair, maar Banks viel zowel Belair als Lynch in een hinderlaag, waardoor de wedstrijd geen winnaar opleverde. Een triple threat match tussen de drie voor het SmackDown Women's Championship stond vervolgens op het programma voor Crown Jewel.
In een aflevering van SmackDown op 1 oktober 2021, kondigde WWE de terugkeer van het King of the Ring toernooi aan, evenals de oprichting van een vrouwelijke tegenhanger, het Queen's Crown-toernooi. Zowel de King of the Ring-toernooien in 2021 als de inaugurele Queen's Crown-toernooien, elk bestaande uit acht worstelaars die gelijkelijk verdeeld waren over de merken Raw en SmackDown, begonnen op 8 oktober 2021 op een aflevering van SmackDown, waarbij de finales van elk werden gehouden bij het evenement Crown Jewel.
Bij het evenement Money in the Bank, kostte Seth Rollins Edge zijn wedstrijd voor het Universal Championship, omdat Rollins vond dat hij het verdiende om in de titelwedstrijd te zijn en dat Edge voor hem in de rij sneed. Daarna daagde Rollins Edge uit voor een herkansingswedstrijd dat plaatsvond op 10 september 2021 op een aflevering van Friday Night SmackDown. Rollins was echter nog steeds niet tevreden, omdat hij beledigd was dat Edge hem "Edge Lite" had genoemd en dat Edge zijn pensionering niet aankondigde. Hij daagde Edge uit om op een aflevering van SmackDown te verschijnen en een nieuwe herkansingswedstrijd te accepteren. In de aflevering van 1 oktober 2021, leek Edge Rollins te confronteren, maar omdat Rollins dacht dat Edge niet zou verschijnen, ging hij in plaats daarvan rechtstreeks naar Edge's huis en maakte hij zichzelf thuis. De week erna op SmackDown, viel Edge Rollins aan en daagde Rollins uit voor een Hell in a Cell match voor het evenement Crown Jewel, dat uiteindelijk op het programma stond.

## Matches
| Nr. | Match                                                                                  | Winnaar(s)   | Opmerkingen                                                      | Bron   |
| --- | -------------------------------------------------------------------------------------- | ------------ | ---------------------------------------------------------------- | ------ |
| 1P  | The Usos (Jimmy & Jey Uso) vs. The Hurt Business (Cedric Alexander & Shelton Benjamin) | The Usos     | Tag team match.                                                  | [ 10 ] |
| 2   | Edge vs. Seth Rollins                                                                  | Edge         | Hell in a Cell match.                                            | [ 10 ] |
| 3   | Mansoor vs. Mustafa Ali                                                                | Mansoor      | Een-op-een match.                                                | [ 10 ] |
| 4   | RK-Bro (Randy Orton & Riddle) (c) vs. AJ Styles & Omos                                 | RK-Bro       | Tag team match voor het WWE Raw Tag Team Championship.           | [ 10 ] |
| 5   | Zelina Vega vs. Doudrop                                                                | Zelina Vega  | Een-op-een match. Queen's Crown toernooifinale.                  | [ 10 ] |
| 6   | Goldberg vs. Bobby Lashley                                                             | Goldberg     | No Holds Barred Falls Count Anywhere match.                      | [ 10 ] |
| 7   | Xavier Woods vs. Finn Bálor                                                            | Xavier Woods | Een-op-een match. King of the Ring toernooifinale.               | [ 10 ] |
| 8   | Big E (c) vs. Drew McIntyre                                                            | Big E        | Een-op-een match voor het WWE Championship.                      | [ 10 ] |
| 9   | Becky Lynch (c) vs. Bianca Belair vs. Sasha Banks                                      | Becky Lynch  | Triple threat match voor het WWE SmackDown Women's Championship. | [ 10 ] |
| 10  | Roman Reigns (c) (met Paul Heyman) vs. Brock Lesnar                                    | Roman Reigns | Een-op-een match voor het WWE Universal Championship.            | [ 10 ] |